# Congal mac Áedo Sláine
Congal mac Áedo Sláine (m. 634) fue un Rey de Brega de la dinastía de Síl nÁedo Sláine, casa de Ui Neill. Era hijo del rey supremo Áed Sláine mac Diarmato (m. 604).
Su padre había asesinado a traición a su sobrino, Suibne mac Colmáin (m. 600) del Clann Cholmáin, siendo asesinado a su vez por el hijo de Suibne, Conall Guthbinn lo que dio comienzo a una contienda entre los Ui Neill del sur. La fecha de la ascensión de Congal a Brega no se indica en los anales. Su hermano Conall Laeg Breg fue asesinado en la Batalla de Odba por Óengus mac Colmáin Bec (m. 621) en 612.
En 634 Congal y su hermano Ailill Cruitire fueron derrotados y muertos en la Batalla de Loch Trethin en Fremainn (Loch Drethin en Frewin Hill, Condado de Westmeath) por el mismo Conall Guthbinn que había asesinado a su padre. Congal aparece como rey de Brega en los anales con respecto a este acontecimiento.
El hijo de Congal, Conaing Cuirre (m. 662) fue también rey de Brega y antepasado de los Uí Chonaing de Cnogba (Knowth) o Brega del norte.